# John Palmer Usher

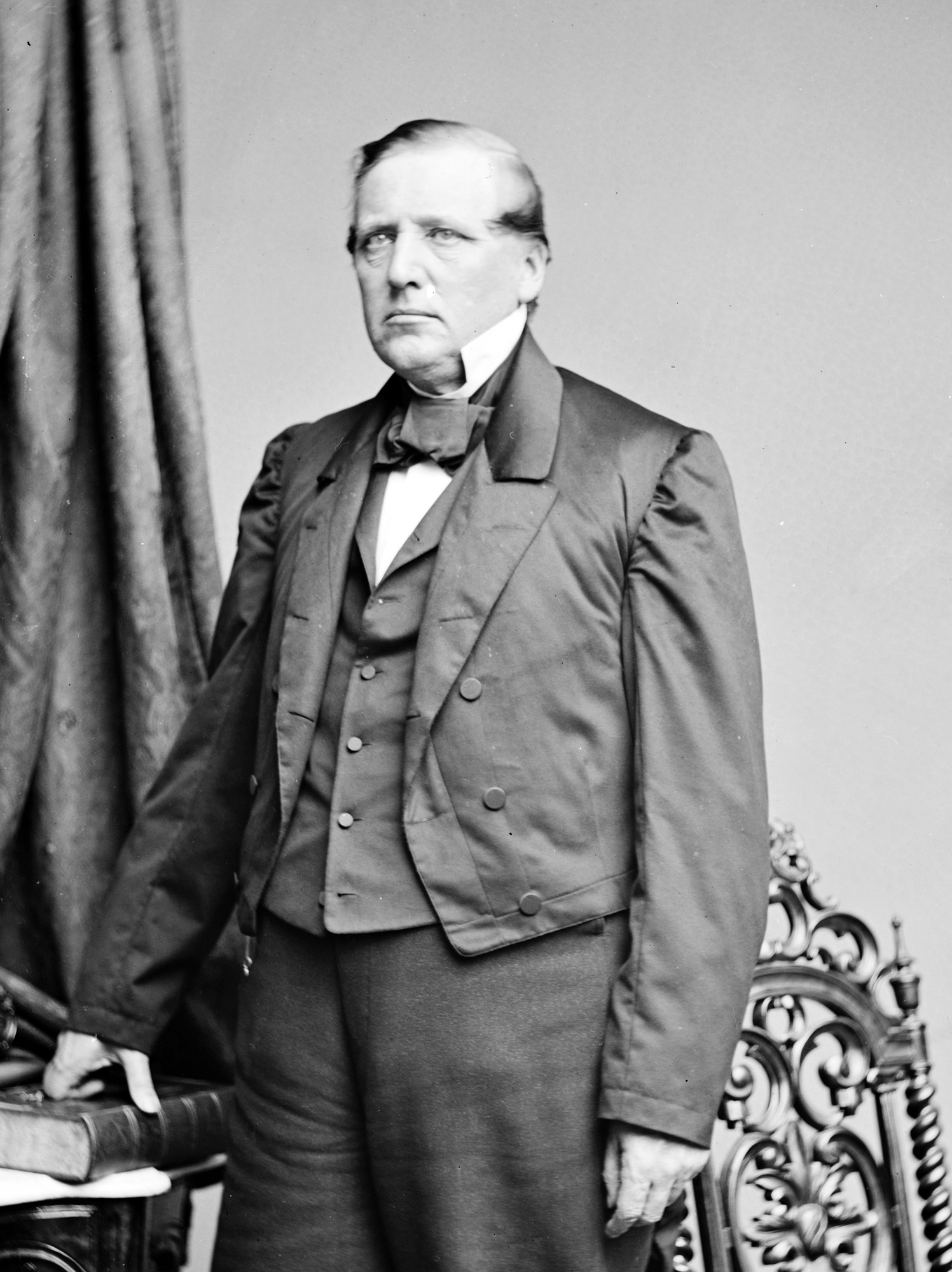
John Palmer Usher

John Palmer Usher (1816 - 1889) was een Amerikaanse politicus uit de staat Indiana.
Usher werkte aanvankelijk als advocaat en maakte in zijn thuisstaat carrière als politicus. Hij was vanaf 1861 onderminister van Binnenlandse Zaken in de regering van president Abraham Lincoln. Na het aftreden van Caleb B. Smith in december 1862 benoemde Lincoln Usher als de nieuwe minister van Binnenlandse Zaken. Hij trad in functie op 1 januari 1863 en bleef in 1865 nog korte tijd aan onder Lincolns opvolger Andrew Johnson.
- Library of Congress Control Number: n90666567
- National Archives and Records Administration: 10570949
- SNAC: w6kh0vn4
- Virtual International Authority File: 55774243
- WorldCat: E39PBJcWxbtmJxWtgbvHkyc3wC